# Delphoi Szibülla

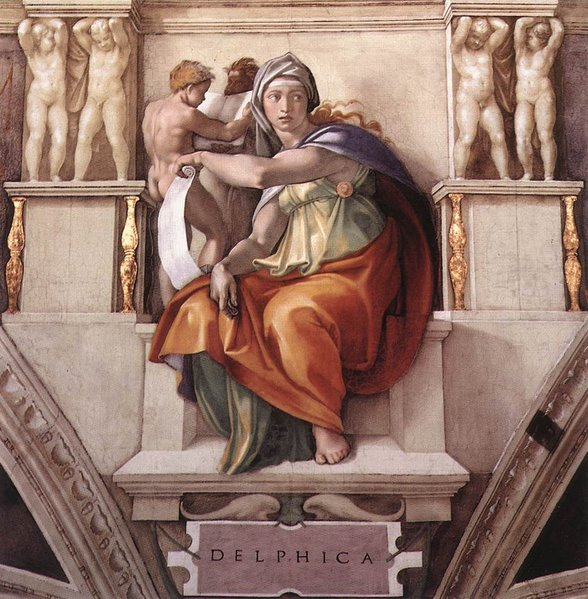
Michelangelo: A delphoi Szibülla

A Delphoi Szibülla legendás jósnő volt, aki a Parnasszosz délnyugati lejtőjén fekvő Delphoiban jósolt az apollóni szentély kialakulása előtt, a görög sötét korként ismert i. e. 1200 és i. e. 800 közötti időszakban. A kései hagyományok szerint Lamia (Poszeidón leánya) és Zeusz gyermeke volt, eredeti nevén Libüssza. A delphoi Szibülla próféciái korábbiak, mint a szintén Delphoiban jósoló Püthia jövendölései.
A görög-római kor legendáiban több Szibülla nevű jósnővel találkozunk, amelyek között a leghíresebb a küméi Szibülla volt.

## Legendák
Pauszaniasz Periégétész, a földrajztudós leírása alapján a Szibülla az  „emberek és az istenek nászából született, egy halandó és egy halhatatlan nimfa leánya volt.” Más mondák Apollón testvére, vagy Apollón gyermekeként említik. A latin irodalmi források szerint a Szibülla (a név jelentését nem ismertjük), Apollón kultuszához kötődő, keletről érkezett jósnő volt. Ovidius az Átváltozásokban úgy meséli, hogy Apollón – szerelméért cserébe – azt ajánlotta Szibüllának: annyi évig élhet, ahány homokszem van egy marék porban. A homokszemek száma több mint ezer volt, de miután a Szibülla éveihez nem kért örök ifjúságot, az öregség megtörte, és végül már csak egyetlen vágya maradt: a halál. Ezért jóslatai mindig borongósak – katasztrófák vagy örömtelen, rémületes események bekövetkeztét jelezik. A mítosz úgy tartja, hogy a Szibülla képes volt egyszerre több helyen megjelenni, de az i. e. 1 századbeli római polihisztor Terentius Varro szerint legalább tíz különböző Szibülla volt: perzsiai, libüéi, delphoi, kimmeriai, erüthriai, számoszi, küméi, hellészpontoszi, phrügiai, tiburi. Szibülla állítólag, utolsó jóslatai egyikében megjövendölte Jézus Krisztus születését. Ezért Szibüllát a keresztény, főleg a korabeli reneszánsz művészet a Messiás hírnökeként ábrázolta. A jósnők alakja kedvelt témája volt Giottonak, Raffaellonak és kiváltképpen Michelangelonak, aki a Sixtus-kápolna mennyezetére festette a Szibüllák monumentális portréit.
Pauszaniasz szerint a delphoi Szibülla Trójából érkezett Delphoiba, bátyjával Apollónnal együtt, még a trójai háború előtt. Egy ideig Szamosz szigetén élt, később ellátogatott a Kolophón közelében fekvő Klarosz városába és Déloszra, majd kilenc emberöltő elteltével Trójában érte utol a halál. Halála után, így beszélik, hangja vándorolni kezdett, és váratlanul az emberek fülébe súgta a jövő sötét talányokba rejtett titkait.

## Lásd még
- Szibüllák
- Oraculina Sibyllina
- Delphoi
- Kümé